# 山達基字彙
山達基字彙是山達基人在實踐山達基教信仰時和他們在日常生活中所使用的各種複雜術語。如果不理解宗教創始人L·羅恩·賀伯特所發明或重新定義的術語，就很難理解山達基教，甚至是完全不可能。
山達基教會的創始人賀伯特創造了大量的字彙來表示山達基教義以及戴尼提中的各種概念和相關實踐。至1986年去世時，他已經設計出了一整套使用這些術語的語言體系，有學者稱其爲「山達基語」（Scientologese）。透過獨特的定義，山達基的宗教概念和理論被灌輸于這些術語其中。
賀伯特的山達基字彙由兩類術語組成：
1. 語言中現有的字彙，但對其下了全新的山達基的定義。例如，「價」（valence）這個字在化學、語言學、心理學和數學中具有多種現有意義，通常指某物的能力或價值。賀伯特將其重新定義為「具有『印痕庫』『質量』或某人的『心靈影像圖片』『質量』的身份，而不是由自己選擇的身份」。
2. 發明的許多的全新術語，例如賀伯特用「希坦」（thetan）來指稱他對精神或心靈的認識。

山達基字彙在《戴尼提和山達基技術字典》和《現代管理技術定義》中定義，俗稱為「技術詞典」和「管理詞典」。這兩卷共1100多頁的書定義了3000多個山達基字彙。另外也有《戴尼提和山達基基本字典》、與書目相關的《研修字彙表》等其他便於查閲的簡略版辭書。
山達基教的用語充滿了深奧難懂的字彙，以至於涉及山達基教的法庭案件有時需要聘請專家證人，例如前山達基管理人員——克萊爾·海德利（Claire Headley），來幫助陪審團理解證據。

## 命名
賀伯特的命名法始於戴尼提，其中他使用了基本英語，並將一些形容詞用作名詞，以避免必須解釋舊的才能理解新的。除了借用「印痕」（engram）這個英文字（其山達基定義與普遍接受的神經醫學定義不同）之外， 《戴尼提學：現代心理健康科學》一書中使用的大多數術語在英語中沒有現成的含義。
在製定山達基教的術語時，賀伯特則傾向於選用公眾日常所使用的詞語，例如「親和力」、「現實」、「溝通」、「知識」、「責任」、「控制」等，但是給予他們山達基特有的全新的定義和意義。
英國哲學家和邏輯學家伯特蘭·羅素斷言：“……只要我們對詞語的使用保持一致，我們如何定義它們就無關緊要了”。然而，哲學家 L.蘇珊·斯特賓（L. Susan Stebbing）曾稱：「…但是，使用在某種意義上大衆已經熟悉的詞來表達與其原始含義不同並易於與其混淆的含義，很容易導致不幸的後果。這會使人很難不回到原義，從而使自己和他人（的理解）陷入明顯的悖論之中，甚至是明顯的欺詐。」

## 目的和使用
賀伯特的術語在山達基教中使用得非常透徹，以至於若在閱讀中僅使用正常詞典作為參考，許多宗教材料變得難以理解。山達基人會根據教義努力學習這些特別術語，因為賀伯特的教義之一即是「一個人放棄學習，或變得困惑，或無法學習的唯一原因，是因為他/她跳過了一個未理解的單字」。
在宗教領域之外，這套術語也廣泛用於各種教會分支機構的訓練計劃中，例如那可拿戒毒計劃或應用教育協會的教育計劃。山達基人也經常在社交或辦公室等非山達基背景下使用山達基術語，然而這實際上會造成誤解。例如，當民眾聽到山達基人説出的“溝通”並認為是自己理解的“溝通”一詞的含義時，會嚴重破壞溝通過程。因爲山達基教中的“溝通”一詞具有很強的宗教專業性（山達基語：有著高度“技術性”），與人們通常所認為的溝通交流無關，在某些場合甚至更接近于催眠。「溝通」是最重要的一個“技術性”術語，但卻不是山達基教中唯一具有特殊意義的詞。其他一些日常用詞，如上文提到的「技術」，還有「管理」、「邏輯」、「品格」、「控制」等，在山達基教中均根據賀伯特的書籍賦予了特別獨特的含義。
一些山達基的批評者，例如記者本特·科里登（Bent Corydon），斷言使用這類「既定觀點用詞」是一種操縱，例如根據賀伯特的規則，批評山達基意味著你隱藏了針對山達基的罪行。精神科醫師羅伯特‧傑伊‧利夫頓將「既定觀點用詞」定義為一種洗腦的技術。這一套結構化的語言對學生學習新概念和詞彙提出了更高的要求，將責任從最高管理機構和山達基的創建者身上轉移開，同時也抑制了學生個人在思考上的選擇權，因為他無法做出自己的對詞彙的理解和個人詮釋。只有賀伯特的意思是有效的，句點！所以灌輸可以歸結為：“按照羅恩所說的去做！”

## 外部資料
- 賀伯特, L·羅恩. . 山達基教會. 1975. ISBN 0884040372. OL 5254386M. 《戴尼提和山達基技術字典》
- 賀伯特, L·羅恩. . 山達基教會. 1976. ISBN 0884040402. OL 8192738M.《定義現代管理技術：賀伯特行政管理字典》
- What is Scientology? Glossary of Terms （页面存档备份，存于）（英文）
- The Language of Scientology （页面存档备份，存于）（英文）
- An essay on Scientology（英文）